# One of Us (Abba-låt)
One of Us är en poplåt från 1981 framförd av den svenska popgruppen Abba. Låten skrevs och producerades av bandmedlemmarna Benny Andersson och Björn Ulvaeus och var den första singeln från gruppens sista studioalbum The Visitors. 1992 togs låten med på samlingsalbumet Abba Gold – Greatest Hits.

## Historik
One of Us, som i sina tidigaste inspelningar hade arbetsnamn som Nummer 1 och Mi Amore, var en av de sista sångerna som spelades in till albumet The Visitors. I och med singelsläppet gjorde gruppen en musikvideo till låten som regisserades av Lasse Hallström.
1999 togs låten med i musikalen Mamma Mia! och har sedan dess ingått i samtliga uppsättningar av musikalen och har därmed översatts till ett flertal språk. 

### Försäljningsframgångar
One of Us var Abba:s sista större hitlåt och deras sista singeletta i många länder. Det toppade listorna i Irland, Belgien, Västtyskland och Nederländerna och nådde tredjeplatsen i Sverige, Österrike, Schweiz och Storbritannien. Den placerade sig också bland på topp 10 i Sydafrika, Norge, Spanien och Frankrike.
Då One of Us släpptes på singel i USA i februari 1983 blev den Abba:s sämst placerade singel någonsin där, och placerade sig som högst på 107:e plats.

### Listplaceringar
| Lista          | Topplacering |
| -------------- | ------------ |
| Australien     | 48           |
| Belgien        | 1            |
| Finland        | 17           |
| Frankrike      | 8            |
| Irland         | 1            |
| Nederländerna  | 1            |
| Norge          | 6            |
| Nya Zeeland    | 43           |
| Schweiz        | 3            |
| Spanien        | 7            |
| Storbritannien | 3            |
| Sverige        | 2            |
| Sydafrika      | 4            |
| USA            | 107          |
| Västtyskland   | 1            |
| Österrike      | 3            |

## Cover-versioner (urval)
- Med text på tyska, och med titeln Ich sah deine Tränen ("Jag såg dina tårar"), spelades den in av schlagersångerskan Marianne Rosenberg och placerade sig 1982 som högst på 66:e plats på singellistan i det dåvarande Västtyskland.
- Den svenska eurodance-sångerskan Pandora gjorde en cover på låten på hennes Tell the World-album 1995.
- Den svenska popgruppen A*Teens spelade in låten på albumet The Abba Generation, samt släppte den på singel i slutet av 1999.
- Den svenska popgruppen Da Buzz gjorde en cover på låten och tog med den som bonusspår på den japanska utgåvan av deras album Wanna Be with Me? 2002.